# Yavin 4
A Yavin 4 a Csillagok háborúja elképzelt univerzumában a Yavin bolygó egyik lakott holdja. 
A Lázadó Szövetség fő katonai bázisa az Egy új remény című filmben.

## Leírása
Mivel a Yavin 4 egy gázóriás körül kering, kétféle éjszaka lehetséges rajta. Az egyik esetben ha a nap lemegy, de a gázóriás az égbolton van, színes félhomály uralkodik a hold felszínén. A másik esetben, amikor mind a nap, mind a Yavin a látóhatár alá bukik (vagy ha a bolygó miatt napfogyatkozás lép föl), a holdon sötét éjszaka van.
A Yavin 4 keringése olyan, hogy néhány havonta hosszú és sötét az éjszaka. Ilyenkor a hőmérséklet a szokásosnál jobban leesik, és heves viharok alakulnak ki.
Egy másik érdekes (és látványos) meteorológiai jelenség a „szivárványvihar”. Ez olyankor áll elő, amikor a központi csillag éppen csak kibukkan a bolygó mögül, és fénye a Yavin atmoszférájának felső rétegén keresztül érkezik a holdra. Ekkor a fény polarizálódik és megtörik a Yavin 4 légkörében lebegő jégkristályokon, ami a holdon álló megfigyelő számára csodálatos, vibráló látványt nyújt.
A hold a Yavin körüli keringése során rendszeresen olyan közel kerül a bolygójához, ami a bolygó sugarának kevesebb, mint kétszerese, ilyenkor a szokottnál erősebb dagály lép fel a holdon.

## Élővilága
- vulamander (woolamander) – magas fákon él
- runyip / stintaril
- „horgász” (angler)
- páncélos angolna
- mászóhal
- nyálkás szalamandra – szinte formátlan, amikor a vízben úszik, amikor pedig a szárazföldre jön táplálkozni, membránszerű bőrét megkeményíti
- tűzméh
- piranha-bogár
- kristálykígyó

## Történelme
|  | Alább a cselekmény részletei következnek! |

A Lázadók Dodonna tábornok vezetésével a dzsungelben található őskori massassi romokban építették meg rejtett bázisukat. A Lázadók korábbi bázisa a Dantuinon volt, de onnan menekülniük kellett, mivel a birodalmiak megtalálták őket.
A Yavin 4 volt a helyszíne a hatalmas Massassi Templomoknak, amiket évezredekkel korábban építettek a massassik, hogy a Naga Sadow nevű Sith Urat imádják benne, aki rabszolgaságban tartotta a massassikat és Sith Alkímia tudományával mutációkat hajtott végre rajtuk. Naga Sadow a Nagy Hiperűr Háború idején menekült el ellenségei elől, és a templomokat oda építtette, ahol a Sith mágia fókuszpontjai voltak.
A templomot később a Lázadók használták menedékként és álcázásnak. A Lázadók magas kémlelőtornyokat építettek, amik a fák fölé nyúltak, és rendszerint csak egyetlen megfigyelő tartózkodott bennük. Az őrszem jól láthatta a bázis felé közeledő légi járműveket, őt azonban (kis mérete miatt) nehezen vették észre.
A Lázadók nem sokkal a csata után elhagyták a holdat és más bolygókra költöztették titkos bázisaikat (ilyen volt a Thila és a Hoth).
Évekkel később a Lázadók egy újabb bázist létesítettek itt, mivel itt működött az Új Köztársaság Szenátusa Bolygóközi Megfigyelőhálózatának központja.
Néhány évvel a yavini csata után Luke Skywalker visszatért a holdra, és létrehozta Jedi Akadémiáját (más néven: praxeum). 
A főtemplom megsemmisült, amikor a Yuuzhan Vongok elfoglalták a Yavin 4-et. 

### A yavini csata
Amikor a Birodalom felfedezte a bázis pozícióját (mivel egy nyomkövetőt helyeztek el a Millennium Falconon) a Halálcsillag hamarosan megjelent a Yavin rendszerben.
A Halálcsillag a Yavin körül orbitális pályára állt, hogy pontos lövést adhasson le a Yavin 4-re. A Lázadóknak mindössze 30 percük maradt az ellentámadásra, mivel a Halálcsillag egyetlen lövése megsemmisítette volna nem csak a bázist, hanem az egész holdat (ahogy az Alderaan esetén tette). Ismerve a Halálcsillag egyetlen gyenge pontját, az egyenlítője mentén található egyik hőelvezető nyílást, a támadás, bár kockázatos volt, és nagy veszteségekkel járt, egyúttal a siker reményével kecsegtetett.
Ezzel a támadással kezdődött a később Yavini csata néven ismert összecsapás a Lázadók és a Birodalmiak között, ami a Lázadó Szövetség győzelmével végződött, és az első nagyobb győzelmük volt.
A Lázadók 23 (vagy 22) X-szárnyú és 7 (vagy 8) Y-szárnyú vadászgéppel támadtak (a források nem egységesek a számadatokban). A regényváltozat szerint négy század felkelő vadászgép vett részt a csatában: a támadás első hullámát a Vörös vezette, akiket a Sárgák biztosítottak, a második hullámot a Kék, akiket a Zöldek fedeztek. Dodonna tábornok az eligazításon a kérdésre, miszerint mi lesz azután, ha a két támadó hullám kudarcot vall, azt felelte: „Nem lesz semmiféle azután.” Ennek alapján a négy említett századon kívül több gépet nem tudtak felkészíteni.
A gépek közül mindössze 4 élte túl a Halálcsillag elleni támadást, ezek pilótái: Luke Skywalker, Wedge Antilles,Han Solo és egy névtelen Y-wing pilóta (egyesek szerint Keyan Farlander).
A Halálcsillag halálos lövése előtt másodpercekkel Luke Skywalker (barátja, Han Solo segítségével) képes volt egy „protontorpedót” lőni a hőelvezető nyílásba, ahol a torpedó az objektum központjában lévő reaktor felrobbantásával a támadási tervvel összhangban  láncreakciót idézett elő, amiben a Halálcsillag teljesen megsemmisült.
A csata után ünnepélyes katonai szertartást tartottak, ahol Leia hercegnő kitüntette Luke Skywalkert és Han Solo-t.
A csata időpontja fordulópontot jelentett a galaxis történetében, ezért ezt választották az új időszámítás alapjául. A csata előtti dátumokat a Csillagok háborúja „kiterjesztett univerzumában” (=később keletkezett könyvek, képregények, játékok világa) a BBY jelzi (angolul: Before the Battle of Yavin = „a yavini csata előtt”), az utána következő dátumokat ABY jelzi (After the Battle of Yavin = „a yavini csata után”).
|  | Itt a vége a cselekmény részletezésének! |

## Megjelenése művekben

### Megjelenése filmekben
- Mozifilmben csak az Egy új remény címűben jelenik meg
- Star Wars: Clone Wars animációs tv-sorozat 17., 18. és 19. fejezetében

### Megjelenése videojátékokban
- Star Wars Galaxies
- Star Wars Jedi Knight: Jedi Academy
- Star Wars: Battlefront
- Star Wars: Battlefront 2
- Star Wars: battle of yavin
- Star Wars: Rebellion
- Star Wars Jedi Knight 2: Jedi Outcast
- Star Wars: Knights of the Old Republic (=KotOR) (2003)
- Star Wars: The Old Republic MMO (2014)

### Megjelenése képregényekben
- Tales of the Jedi: The Fall of the Sith Empire (1997)
- Tales of the Jedi: Dark Lords of the Sith (1994-1995)
- Tales of the Jedi: The Sith War (1995-1996)
- Tales of the Jedi: Redemption (1998)
- Star Wars: Doctor Aphra, számok: 2, 3, 4, 5, 14, 37[3]
- Star Wars: Doctor Aphra Vol. 1 — Aphra[4]

### Megjelenése könyvekben
Star wars Jedi Akadémia 1 rész: Új rend
Star wars Jedi Akadémia 2 rész: Sötét oldal

Star wars Jedi Akadémia 3 rész:Az erő bajnokai

## Forgatási körülmények
A forgatás helyszíne Tikal, Guatemala volt.
Az első vázlatokban a Yavin még nem gázbolygó, hanem kék és zöld színű dzsungelvilág lett volna, amit a vukik laknak. A központi karakterek Luke Skywalker tábornok, Leia hercegnő, Annikin Starkiller és a droidok, akik a Yavinra menekülnek az őket üldöző birodalmiak elől. Ott megbarátkoznak és szövetségre lépnek az ott élő szőrös lényekkel. A vukik segítségével visszaverik a támadást és elfoglalnak egy birodalmi bázist, ahonnan támadást intéznek a Halálcsillag ellen.

## Fordítás
- Ez a szócikk részben vagy egészben  a   Yavin című angol Wikipédia-szócikk fordításán alapul.  Az eredeti cikk szerkesztőit annak laptörténete sorolja fel. Ez a jelzés csupán a megfogalmazás eredetét és a szerzői jogokat jelzi, nem szolgál a cikkben szereplő információk forrásmegjelöléseként.